# Madeiraduva
Madeiraduva (Columba trocaz) är en duva endemisk för ön Madeira. Den är huvudsakligen jämngrå med rosalilaskimrande bröst. Dess skimrande silvergrå halsfläck, avsaknaden av vita tvärband på vingovansidan och annorlunda stjärtteckning skiljer den från ringduvan, som är dess närmsta släkting. Dess lockläte är ett karaktäristiskt sexstavigt "hoande", som är svagare och i en lägre ton än ringduvans. I flykten upplevs den som tung och storstjärtad och den flyger snabbt och rakt.
Madeiraduvan är en sällsynt stannfågel som häckar i Madeiras laurisilvaskog, som är en typ av bergsskogar med åretruntgröna lagerträd. Den bygger ett bo av grenar, som ser slarvigt hoprafsat ut, och lägger vanligtvis ett vitt ägg per häckningssäsong. Populationen minskade kraftigt efter människans kolonisering av ögruppen, och arten försvann helt ifrån ön Porto Santo. Största orsaken till minskningen var habitatförstörelse på grund av skogsavverkning. Andra orsaker var jakt och introducerade predatorer som råttor. Numera är häckningsbiotopen med lagerskog skyddad och jakt av duvan är förbjuden vilket gjort att populationen återhämtat sig och 2011 kategoriserades arten som livskraftig (LC, "least concern") av IUCN efter att ha varit rödlistad under lång tid.

## Utseende och läte

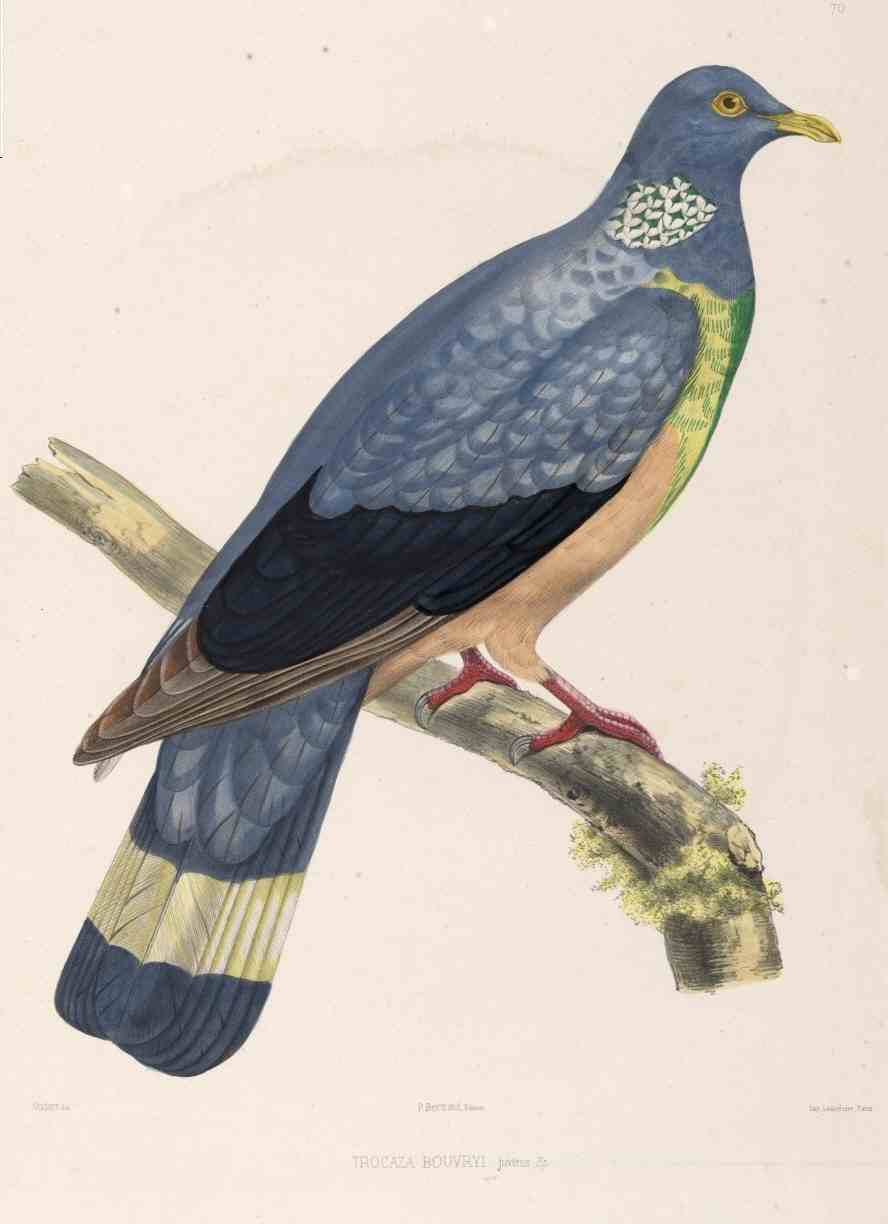
Illustration skapad av Charles Lucien Bonaparte från 1855 av en duva med det vetenskapliga namnet Trocaza bouvryi. Denna illustration överensstämmer inte helt med fjäderdräkten hos madeiraduvan men man bedömer att detta är en något felaktig beskrivning av arten.

Den är lik ringduvan men är större och proportionerligt mer kortvingad. Den adulta madeiraduvan mäter 40–45 cm och har ett vingspann på 68–74 cm. Den är till största delen grå. På sidan av halsen har den ett silvergrått skimrande parti och bröstet är lilarosaskimrande med grönskimrande halsring. Stjärten är svart med ett ljusgrått brett tvärband, och ving- och handpennor är svarta. Dess iris är gul, näbben röd med gul spets, och den har röda ben. Könen är lika till utseendet men juvenilen har generellt en något brunare ton i fjäderdräkten, saknar det röda på näbben och har bara lite, eller saknar helt det silverskimrande halspartiet. När den juvenila fågeln sitter med hopslagen vinge ger den ett fjälligt utseende på grund av vingpennornas tunna sandfärgade bräm.
Madeiraduvans lockläte är svagare och har en lägre ton än ringduvans, och består oftast av sex stavelser där den mellersta delen är mer utdragen och markerad: uh-uh hrooh-hrooh ho-ho. I flykten upplevs den som tung och storstjärtad och den flyger snabbt och rakt.

### Förväxlingsmöjligheter
På Madeira fanns en dåligt beskriven underart av ringduva, Columba palumbus maderensis, som dog ut före 1924. Denna underart var ljusare än madeiraduvan och hade, som övriga taxon av ringduva, vita tvärband på vingovansidan och mer iriserande grönt på nacken. Kanarieduvan (Columba bollii) är mer lik madeiraduvan till utseendet, men saknar de vita halspartierna och har ett större rosa parti på bröstet. För övrigt är kanarieduvan endemisk för Kanarieöarna så det finns inget överlappande utbredningsområde. Den enda duvart som idag förekommer på Madeira är tamduva, som är smalare, har spetsigare vingar och mycket mindre stjärt. Den har oftast mörk vingteckning och en lättare flykt.

## Systematik

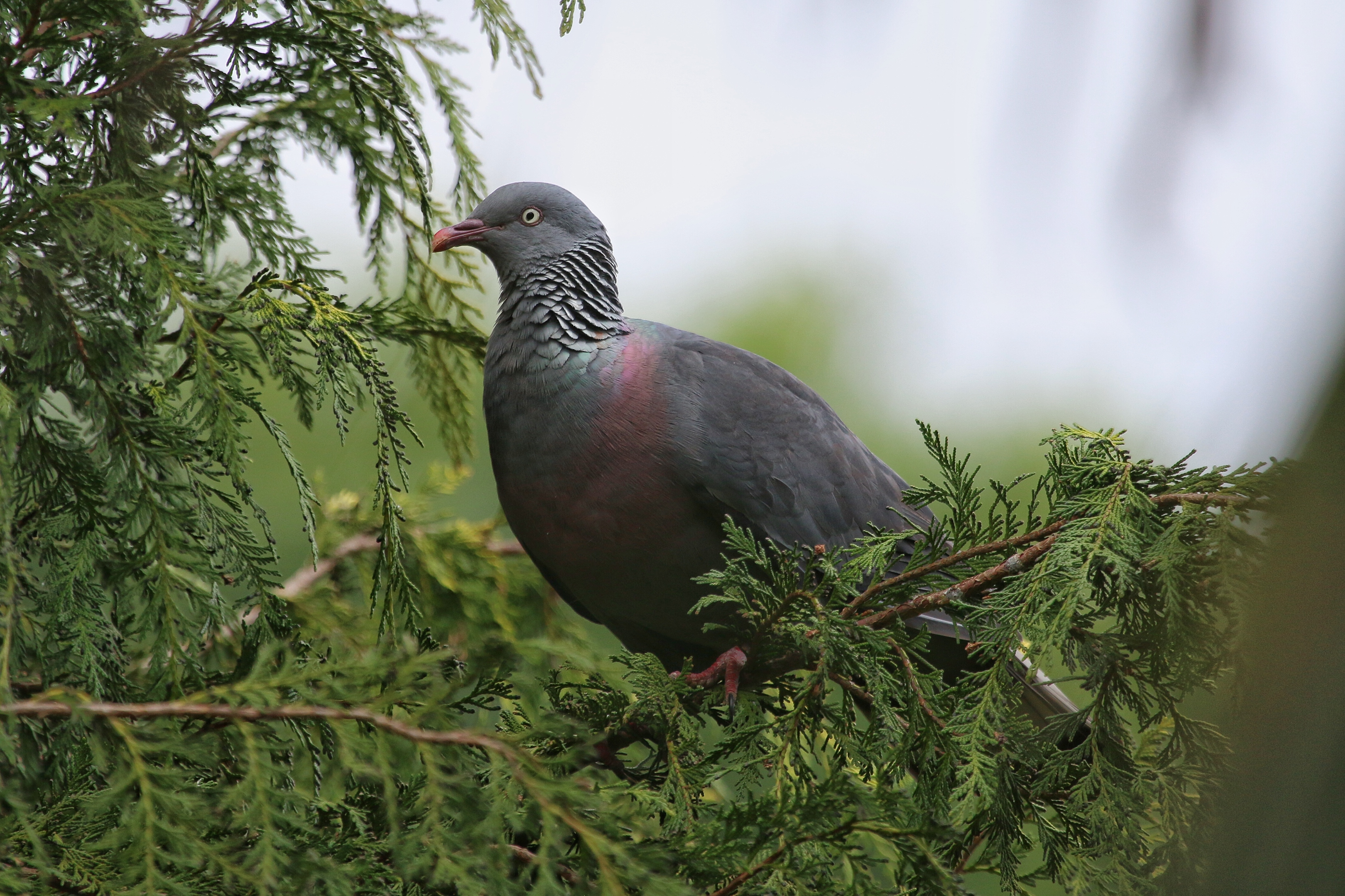
Madeiraduva.

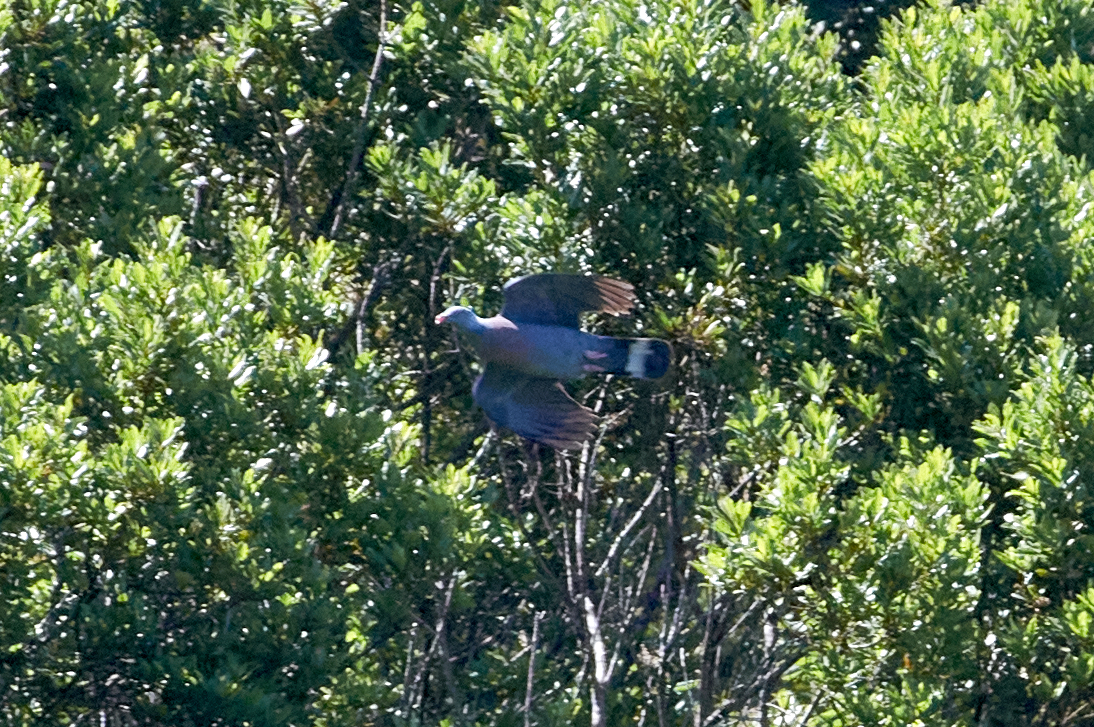
Madeiraduva i flykten.

Madeiraduvan beskrevs taxonomiskt första gången 1829 av Karl Heineken under sitt nuvarande vetenskapliga namn Columba trocaz. Heineken var en tysk läkare och ornitolog som bodde på Madeira under denna period. Han identifierade dess morfologiska skillnader i förhållande till den idag utdöda lokala underarten av ringduva och noterade även att de båda duvorna aldrig samhäckade eller nyttjade samma habitat. Dess artepitet Trocaz härstammar ifrån dåtidens lokala namn för ringduva vilket är en variant av portugisiskans "torcaz". Båda orden härstamma ursprungligen från latinets torquis, vilket betyder "krage", och refererar till fågelns halsfläck.
Arten tillhör släktet Columba, som är det största inom familjen duvor (Columbidae), och också har den största utbredningen. Arterna inom släktet är ljusgrå eller bruna, och har ofta vita partier på huvud eller hals, eller iriserande gröna eller lilarosa partier på nacke och bröst. Arterna har möjlighet att spänna och räta upp halsfjädrarna så att det bildas fåror halsen. Släktet delas upp i ett antal undergrupper varav madeiraduvan placeras i en grupp tillsammans med den vitt spridda ringduvan, Kanarieduvan och afrikansk ringduva (Columba unicincta). De två Makaronesiska endemerna, kanarie- och madeiraduva, anses härstamma ifrån isolerade öpopulationer av ringduva. Madeiraduvan är en monotypisk art, men tidigare har kanarieduvan ibland kategoriserats som en underart till madeiraduvan.
Den atlantiska ögruppen som omfattar Kanarieöarna, Azorerna och Madeira har bildats genom vulkanisk aktivitet, och har aldrig haft kontakt med någon av kontinenterna. Madeira började bildas under miocen och fick sitt ungefärliga nuvarande utseende för ungefär 700 000 år sedan. Under olika perioder av historien har huvudöarna i ögruppen varit koloniserade med anfäder av ringduva, som utvecklades isolerade på respektive ö, eller med mycket litet genetiskt utbyte med fastlandsbeståndet. Studier av Mitokondriell- och nukleärt DNA indikerar att kanarieduvan anlände till Kanarieöarna för ungefär 5 miljoner år sedan. En ännu äldre utvecklingslinje av duva som också gett upphov till en endem på kanarieöarna är lagerduvan (C. junoniae), vars ursprung på öarna kan gå tillbaka  20 miljoner år. Den senaste koloniseringen av ringduvor på Madeira gav upphov till den idag utdöda underarten C. p. maderensis.

## Utbredning
Madeiraduvan är en stannfågel som häckar endemiskt på den bergiga subtropiska huvudön i ögruppen Madeira i Atlanten. Den har tidigare även häckat på grannön Porto Santo. Den förekommer främst på bergssluttningar på nordsidan av ön men det finns också mindre isolerade populationer på sydsidan där det fortfarande finns små fickor av lagerskog. Under olika perioder under året förflyttar den sig över stora områden men kategoriseras trots detta som stannfågel.

## Ekologi

### Biotop

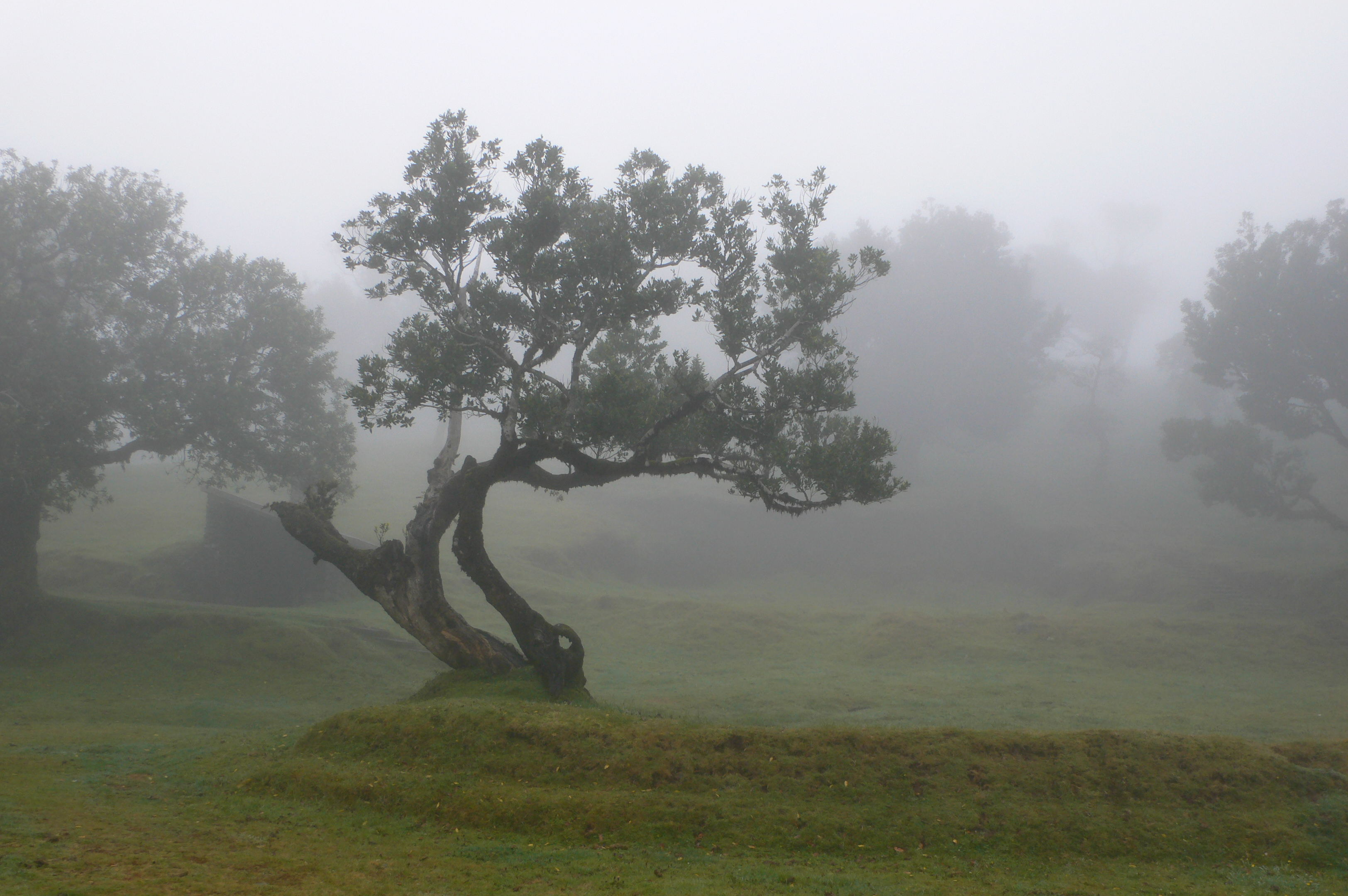
Lagerträd på Madeira.

Madeiraduvan är främst knuten till laurisilvaskog eller tätvuxen trädljung, som är molntäckt stora delar av året. Laurisilvaskog består främst av olika lagerväxter som atlantlager, Tilo (Ocotea foetens), Persea indica, Apollonias barbujana, atlantisk pors (Myrica faya), Clethra arborea och Picconia excelsa. Madeiraduvan föredrar urskog, men den födosöker även i skog som befinner sig i sekundär tillväxt, och den besöker också odlingsmark, speciellt vid brist på lagerbär i dess vanliga biotoper. Merparten av beståndet återfinns under 1000 meter, och dess favoritbiotop verkar utgörs av branta sluttningar med raviner utmed vattendrag, med enstaka stora döda lagerträd och gott om tät trädljung.

### Häckning
Madeiraduvan kan häcka redan under det första levnadsåret och häckning kan förekomma under hela året, men främst från februari till juni. Leken påminner om ringduvans. Hanen flyger brant uppåt, ger ifrån sig ljudliga vingklappar genom att vingarna slår ihop med varandra, och glidflyger sedan ned med vingar och stjärten utspärrade. Denna spelflykt upprepas två eller tre gånger innan fågel återvänder för att sätta sig på en trädgren. På marken genomför hanen en sorts bugande uppvisning med uppblåst hals för att visa upp de iriserande halsfläckarna. Under tiden håller den ömsom stjärten utspärrad som en solfjäder, ömsom hopslagen. Denna lek åtföljs ofta av läten.
Boet placeras vanligtvis högt upp i ett träd i tät skog, men ibland även direkt på marken eller i skrevor i berget. Boet byggs av pinnar och gräs och ser slarvigt ut vilket är typiskt för duvor. Den lägger ett ägg, eller i sällsynta fall två men bon med två ungar har aldrig observerats. Äggen mäter 3.0–5.0 cm och ruvas av båda föräldrarna i cirka 19–20 dygn. Ungarna blir flygga efter cirka 28 dagar och är självständiga inom åtta veckor.

### Föda
Madeiraduvan är en utpräglad växtätare. Nästan 60 % av dess föda utgörs av frukt, medan övrig diet främst består av löv och enbart 1 % utgörs av blommor. Lagerbär av Tilo (Ocotea foetens), atlantlager och Persea indica, samt bär och löv av kanarisk järnek (Ilex canariensis) är den föda som främst finns dokumenterad. Merparten av bärens frön passerar hela genom matsmältningssystemet, förutom atlantlagerns, som oftast skadas. Bär är huvudfödan under höst och vinter då de är lättillgängliga, och löv konsumeras främst under vår och sommar när det är dåligt med bär. I en studie kom 27 % av de konsumerade löven ifrån inhemska träd, speciellt kanarisk järnek, 61 % från örter och buskar, och nästan 10 % från introducerade träd, främst äpple och persika. Den födosöker i odlingsbygd där den främst tar kål. Avföring från duvor som födosöker i odlingsbyggd innehåller få inhemska plantor, och avföringsprov ifrån duvor tagna i skogen innehåller få odlade grödor. Födosök i odlingsbygd är vanligast under vintern då bär i dess naturliga biotop är lättillgänglig, så att de lämnar skogen är förmodligen inte orsakat av brist på dess naturliga föda, men detta beteende är opportunistiskt och sker när flockar ändå passerar skogsområden i anslutning till odlingar. När tillgången på bär av azorlager och Ocotea foetens är dåligt lämnar stora skaror av duvor skogen för att istället äta kål, japanskt körsbär och skott på vinplantor. Råttor kan utgöra en stor konkurrent av dess föda i vissa områden.

## Status och hot
Madeiraduvan häckade tidigare både på Madeiras huvudö och på den närliggande ön Porto Santo. Arten var vanlig när öarna först koloniserades av människan, men utrotades på Porto Santo, och 1986, det år som jakt av duvan förbjöds, bestod populationen av ungefär 2 700 individer. Artminskningen berodde främst på skogsavverkning för timmer och för att skapa betes- och odlingsmark. År 1998 kategoriserade den som en utrotningshotad art av IUCN.
Förbudet mot boskap i artens skogsbiotop har gjort att lämpliga habitat har ökat. Det förekommer fortfarande viss illegal jakt och förgiftning av duvan på grund av att den äter av skördar och 2004 tillät parlamentet en skattning av beståndet genom avskjutning. En begränsande faktor för populationstillväxten är att ägg och ungar tas av den introducerade svartråttan. I Nationalparken Parque Natural da Madeira har arten ett starkt skydd och det finns förhoppningar att deras utbildningskampanjer och kampanjer för att använda fågelskrämmor ska minska förföljelsen.
År 2011 uppskattades populationen till mellan 8 500 och 10 000 individer och området av passande biotop uppgår till ungefär 160 km2. Populationstrenden bedöms numera som ökande vilket resulterade i att arten 2011 uppgraderades från kategorin nära hotad (NT, "near threatened") till livskraftig (LC) av IUCN. Madeiraduvan är skyddad under EU:s fågeldirektiv, och lagerskogar är skyddade under habitatdirektivet.